# 어삼로
어삼로(Eosam-ro)는 경기도 파주시 적성면 어유지리삼거리 에서 연천군 미산면를 잇는 도로이다.

## 주요 경유지
경기도
- 파주시 (적성면) - 연천군 (미산면)

## 노선
| 이름           | 접속 노선                 | 소재지 | 소재지 | 비고 |
| -------------- | ------------------------- | ------ | ------ | ---- |
| 어유지리삼거리 | 율곡로                    | 파주시 | 적성면 |      |
| 어유 교차로    | 국도 제37호선 (동서로)    | 파주시 | 적성면 |      |
| 삼화교         |                           | 연천군 | 미산면 |      |
| (이름없음)     | 지방도 제372호선 (청정로) | 연천군 | 미산면 |      |